# Avril 1991

## Évènements
- La région autonome serbe de Krajina fait sécession de la Croatie.
- Multipartisme au Togo (le 12) et  en Centrafrique (le 22)
- Agitation politique au Cameroun.
- En Argentine, loi de convertibilité de Carlos Menem qui arrime la parité de la monnaie nationale à celle du dollar.

## Lundi1eravril 1991
- Mort de Martha Graham, Danseuse et chorégraphe américaine.

## Mardi9 avril 1991
- L'Acte de la Restauration de l'Indépendance de la République de Géorgie est adopté par le Conseil Suprême de la RSS de Géorgie.

## Jeudi18 avril 1991
- Second et dernier tir d'essai du missile balistiques intercontinental américain MGM-134A Midgetman dont le programme est abandonné peu après.

## Jeudi25 avril 1991
- Début de l'opération humanitaire Libage (nom international : Provide Comfort). Envoi de 10 hélicoptères Gazelle du 5e Régiment d'Hélicoptères de Combat de Pau et Cougar du 4e Régiment d'Hélicoptères de Combat et de Manœuvre de Phalsbourg ainsi que du 3e Régiment de Parachutistes d'Infanterie de Marine de Carcassonne par voies aérienne et maritime vers la Turquie puis l'Irak pour venir en aide aux populations kurdes bloquées à la frontière turco-irakienne dans les neiges des Monts Taurus et poursuivies par les troupes irakiennes.

## Dimanche28 avril 1991
- Formule 1 : Grand Prix automobile de Saint-Marin.

## Lundi29 avril 1991
- le cyclone Gorky au Bangladesh fait plus de 138 000 morts
- Mort de Claude Gallimard, éditeur français.

## Naissances
- 1er avril : Hugo Grrrl, artiste dragking new-zélandais
- 2 avril : Quavo, rappeur américain membre du groupe Migos
- 4 avril : Jamie Lynn Spears, actrice américaine.
- 6 avril :
  - Dolores Silva, footballeuse portugaise.
  - Alexandra Popp, footballeuse allemande.
- 8 avril : Minami Takahashi, chanteuse japonaise.
- 11 avril : 
  - Thiago Alcántara, footballeur espagnol.
  - Cédric Bakambu, footballeur congolais (RDC).
- 12 avril : Mateusz Przybyła est un joueur polonais de volley-ball.
- 13 avril :
  - Matthew Borish, acteur américain.
  - Igor Kobzar, joueur de volley-ball russe.
  - Mickaël Lopes Da Veiga, athlète de Kick-boxing franco-capverdien.
  - Brankica Mihajlović, joueuse de volley-ball bosnienne.
  - Georgette Sagna, judokate sénégalaise.
  - Daniil Sobtchenko, hockeyeur sur glace russo-ukrainien († 7 septembre 2011).
- 14 avril : 
  - Martin Montoya, footballeur espagnol.
  - Moussa Marega, footballeur malien.
- 15 avril : Ghostemane , rappeur américain.
- 17 avril : Maël Lebrun, basketteur français.
- 19 avril : Kelly Olynyk, basketteur canadien.
- 21 avril : 
  - Frank Dillane, acteur anglais.
  - Myriam El Koukho, gymnaste artistique marocaine.
- 22 avril : Capucine Anav, animatrice de télévision française.
- 27 avril :
  - Isaac Cuenca, footballeur espagnol.
  - Álvaro Vázquez, footballeur espagnol.
  - Lara Gut, skieuse suisse.
- 28 avril : Cheslie Kryst, Avocate américaine, Miss USA 2019 († 30 janvier 2022).
- 29 avril : Jacob Hannemann, joueur de baseball américain.

## Décès
- 1er avril : Martha Graham, danseuse et chorégraphe américaine (° 11 mai 1894).
- 3 avril : Graham Greene, écrivain britannique (° 2 octobre 1904).
- 5 avril : Sonny Carter, astronaute américain (° 15 août 1947).
- 8 avril : Per Yngve Ohlin, chanteur suédois du groupe Mayhem (° 16 janvier 1969).
- 9 avril : Antoine Dignef, coureur cycliste belge (° 3 octobre 1910).
- 16 avril : David Lean, réalisateur britannique (° 25 mars 1908).
- 17 avril : Tadeusz Pietrzykowski, boxeur polonais (° 8 avril 1917).
- 20 avril : Emmanuel Kiwanuka Nsubuga, cardinal ougandais, archevêque de Kampala (° 5 novembre 1914).
- 26 avril : Jean Goujon, coureur cycliste français (° 21 avril 1914).
- 27 avril : Robert Velter, dessinateur de BD (° 9 février 1909).
- 28 avril : Ken Curtis, acteur, chanteur et producteur (° 2 juillet 1916)